# حلقي البروبين
حلقي البروبين أو البروبين الحلقي مركب عضوي حلقي، وهو أبسط الألكينات الحلقية. له الصيغة الكيميائية C3H4 وتكون بنيته على شكل مثلث يحوي رابطة مضاعفة.

## الخواص
- يعد حلقي البروبين من أكثر المركبات الحلقية التي تعاني من إجهاد في بنيتها، وذلك بشكل أكبر من حلقي البروبان. عند درجات حرارة مرتفعة، حوالي 425 °س، يتماكب حلقي البروبين إلى مركب ميثيل الأسيتيلين حيث يحدث عملية فتح للحلقة للتخلص من ذلك الإجهاد.

C3H4 → H3CC≡CH
جرت محاولات لإجراء عملية تقطير تجزيئي للمركب عند - 36°س، (والتي يعتقد أنها نقطة غليان المركب)، إلا أن الأمر أدى إلى حدوث بلمرة. إحدى الآليات المقترحة للعملية هو حدوث تفاعل تسلسلي للجذور الحرة، ويكون المركب الناتج حسب مطيافية الطنين النووي المغناطيسي NMR هو عديد حلقي البروبان.
- يدخل حلقي البروبيين في تفاعل ديلز-ألدر مع حلقي البنتادين ليعطي داخلي-ثلاثي حلقي [3.2.1.02,4]أوكت-6-ين. وهذا التفاعل يستعمل عادة لفحص تشكل حلقي البروبين بعد تحضيره.[3]

## التحضير
يعد مركب حلقي البروبين من أصعب المركبات تحضيراً، لكنه في الوقت نفسه من أكثرها إثارة للاهتمام. يمكن العثور على حلقي البروبين في بعض بنى الأحماض الدهنية العليا، مثل حمض الستريكوليك Sterculic acid الموجود في زيت بذور النباتات البرازية  Sterculia والتي تسمى أيضاً بجوز الزنج.

### بداية التحضير
حضر حلقي البروبين أول مرة من قبل ديميانوف Dem'yanov ودويارنكو Doyarenko من خلال التفكك الحراري لمركب هيدروكسيد ثلاثي ميثيل حلقي بروبيل الأمونيوم على غضار يحوي البلاتين بين درجتي حرارة 320-330 °س، تحت جو من غاز ثنائي أكسيد الكربون. يعطي هذا التفاعل ثلاثي ميثيل الأمين بشكل رئيسي، إضافة إلى ثنائي ميثيل حلقي بروبيل الأمين، مع وجود حوالي 5% من حلقي البروبين. جرى الحصول على حلقي البروبين أيضاَ من التفكك الحراري لناتج ضم حلقي هيبتاترين مع ثنائي ميثيل أسيتيلين ثنائي الكربوكسيلات.

### التحضير من كلوريدات الأليل
يخضع مركب كلوريد الأليل إلى تفاعل نزع هالوجين الهيدروجين Dehydrohalogenation عند تفاعله مع قاعدة أميد الصوديوم عند 80°س فإنه يعطي حلقي البروبين بمردود حوالي 10%.
CH2=CHCH2Cl + NaNH2 → C3H4 + NaCl + NH3
يكون الناتج الثانوي الأساسي في هذا التفاعل أمين الأليل.
يمكن أن يحضر المركب من إضافة كلوريد الأليل إلى أميد مضاعف(ثلاثي ميثيل سيليل) الصوديوم في وسط من التولوين المغلي لمدة تتراوح بين 40 إلى 60 دقيقة. نحصل بهذا التفاعل بمردود 40% بنقاوة أفضل من التفاعل السابق.

### التحضير من حلقي بروبيل الأمين
يحضر حلقي البروبين من تفاعل حلقي بروبيل الأمين مع يوديد الميثيل، حيث تحدث عملية مثيلة للحلقة، ويسحب اليوديد من الوسط بإضافة هيدروكسيد الفضة، حيث يترسب يوديد الفضة وتتوضع مجموعة الهيدروكسيد على المركب الوساطي الناتج، والذي يخضع لإجهاد حلقي متزايد، وبإجراءعملية تقطير نحصل على حلقي البروبين نتيجة تفاعل خسف هوفمان.

## مركبات مشابهة
- بوريرين: وهي عبارة عن حلقة بروبين حاوية على ذرة بورون، تسمى مشتقاتها البوريرينات، ولها الصيغة العامة RBC2R'2.
- فوسفيرين: وهي عبارة عن حلقة بروبين حاوية على ذرة فوسفور، تسمى مشتقاتها الفوسفيرينات، ولها الصيغة العامة RPC2R'2.
- سيليرين: وهي عبارة عن حلقة بروبين حاوية على ذرة سيلينيوم، تسمى مشتقاتها السيليرينات، ولها الصيغة العامة R2SiC2R'2.